# Чилнов
Чилно̀в е село в Северна България, община Две могили, област Русе.

## География
Село Чилнов се намира в източната част на Дунавската равнина, на около 36 km на юг от областния град Русе, 10 km на изток-североизток от град Борово, 32 km на северозапад от град Попово и 8 km на юг-югоизток от общинския център град Две могили. Климатът е умереноконтинентален. Разположено е по склона край левия, западния, бряг на река Баниски Лом. Общински пътища го свързват с близките населени места – на запад през село Батишница с третокласния Републикански път III-501 и по него на север – с Две могили, на юг – със селата Баниска и Бъзовец и град Борово, а на север – със село Широково.
Надморската височина на площада при читалището е около 107 m, в югозападния край на селото достига до около 160 m, а на североизток около 103 – 104 m.
Населението на село Чилнов към 1946 г. наброява 1554 души, а към 2018 г. – 370 души.
При преброяването на населението към 1 февруари 2011 г., от обща численост 451 лица, за 174 лица е посочена принадлежност към „българска“ етническа група, за 170 – към „турска“, за 99 – към ромска, а за останалите не е даден отговор.

## История
През 1914 г. в Чилнов е създадено Народно основно училище „Отец Паисий“ – от 1997 г. начално училище – действало до 2002 г., документите на/за което от периода 1914 – 2002 г. се съхраняват в Държавен архив – Русе.
През 1927 г. в село Чилнов е създадено читалище „Светлина“. От 2000 г. читалището ползва общинска сграда, дадена му за безвъзмездно ползване с акт № 146/20.03.2000 г.
През 1948 г. е учредено Трудово кооперативно земеделско стопанство (ТКЗС) „Бъдъщност“ – с. Чилнов, Русенско. През следващите години то преминава през няколко промени на организацията и наименованието и приключва – вероятно, през 1995 г. отново като Трудово кооперативно земеделско стопанство „Бъдъщност“, документите на/за което от периода 1991 – 1995 г. се съхраняват от Държавен архив – Русе.

## Религии
Изповядваните в селото религии са православие и ислям.

## Обществени институции
Село Чилнов към 2019 г. е център на кметство Чилнов.
В село Чилнов към 2019 г. има:
- действащо читалище „Светлина 1927“;[9][10]
- действаща само на големи религиозни празници православна църква „Свети Георги“;[11]
- постоянно действаща джамия;[12]
- пощенска станция.[13]

## Културни и природни забележителности
Селото от години се слави със своя фолклорен състав „Чилновски баби“, който е носител на награди от фолклорни фестивали в Албена, Царево и другаде.